# Triton (Motorrad)

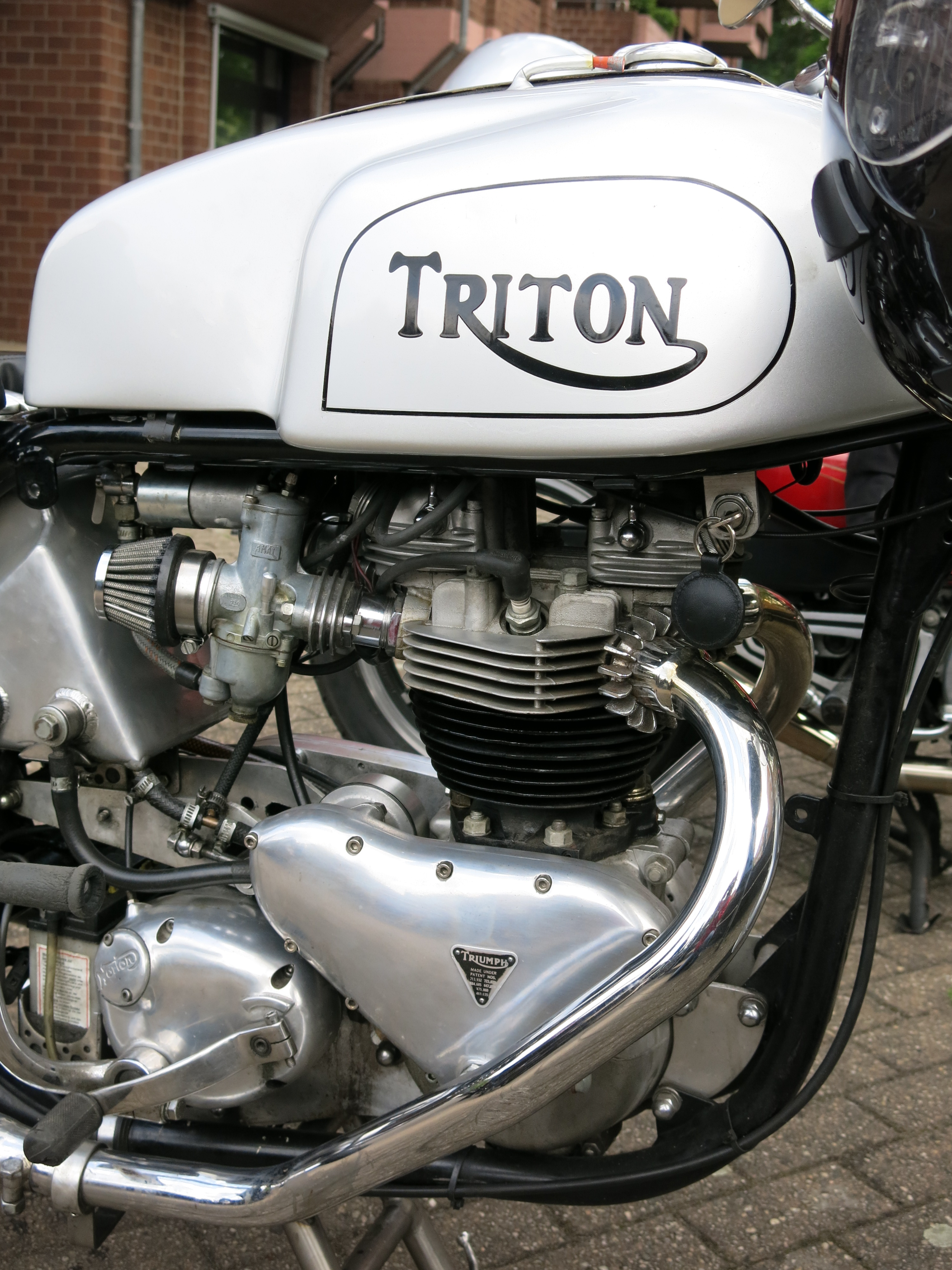
Triton

Mit Triton wird ein Motorrad bezeichnet, das aus einem Triumph-Motor und einem Norton-Federbett-Rahmen besteht.
Triton ist keine Motorradmarke, sondern ein Eigenbaumotorrad, das erstmals 1952 in England erschien. Der Twin-Motor der Triumph mit 500 später 650 cm³ Hubraum war dem Fahrwerk überlegen, sodass einzelne Hersteller und Bastler den Twin-Motor der Triumph in den Federbett-Rahmen der Norton einbauten. Die Norton hatte den „besseren“ Fahrwerksrahmen – konstruiert von den Gebrüdern McCandless – jedoch den „schlechteren“ Motor, z. B. in der Norton Manx. Die Namensgebung ergab sich aus den beiden Herstellern: Triumph und Norton. Bis in die 1960er Jahre war die Triton als Cafe Racer in England populär. Kaum eine Triton gleicht der anderen, was der Zubehörmarkt hergab, wurde in Einzelanfertigungen verbaut.